# Приемлемый риск
Приемлемый риск (англ. Accepting Risk, Risk Retention) — одна из концепций управления рисками, основанная на том, что риск никогда не бывает нулевым и стремление минимизировать его любой ценой может быть не рациональным решением. Лицо, принимающее решение, может заранее согласиться с некоторым уровнем риска, приняв разумные, но не чрезмерные усилия для сведения его к минимуму. Другими концепциями являются концепции минимизации риска и восприятия риска как ресурса.

## Экономический смысл
Риск присущ любой деятельности и снизить его до нуля чаще всего невозможно. Поэтому приходится принимать решения в условиях наличия риска и неопределённости. Всего выделяют пять зон риска.
1. Первая – безрисковая зона (минимальные потери организации).
2. Вторая зона – зона приемлемого риска – соответствует «нормальному», «разумному» риску. Она характеризуется уровнем потерь, не превышающим размера чистой прибыли.
3. Третья зона – зона допустимого риска. Она характеризуется уровнем потерь, не превышающим размера расчётной прибыли.
4. Четвёртая зона – зона критического риска – соответствует величине потерь, равных расчётной выручке.
5. Пятая зона – зона катастрофического риска – характеризуется потерями, равными имущественному состоянию предпринимателя (зона утраты имущества и банкротства)

Принятие решения должно опираться за оценку риска и соотнесение его величины с затратами на его минимизацию. Например, по данным Росстата за 2017 год от несчастных случаев на транспорте погибло 35174. Это означает, что отношение шансов погибнуть и остаться в живых для жителя России была равна 1 к 112. Тем не менее это не мешает людям пользоваться транспортом.

## Основные положения концепции
Концепция базируется на следующих основополагающих принципах.
1. Риск — это объективное свойство деятельности.
2. Риск обусловлен объективными причинами: неполнотой информации о прошлом и настоящем и неопределённостью будущего.
3. Уровень риска никогда не бывает нулевым.
4. Риск возникает там, где принимается решение о выборе одного из вариантов действий.
5. Риск проявляется в возможности нежелательного развития событий и отклонения от преследуемой цели.
6. Нежелательное развитие событий и нежелательное отклонение от преследуемой хозяйственной цели сопряжены с потерями.
7. Уровень риска — субъективная оценочная характеристика.
8. Уровень риска можно уменьшать.
9. Следует различать стартовый и финальный уровни риска, то есть уровень риска, который останется некомпенсированным после принятия мер по его снижению.
10. Существует уровень риска, который можно считать приемлемым в данной ситуации.
11. Риски можно снизить до приемлемого значения, затратив на антирисковые мероприятия некоторые ресурсы.
12. Если стартовый уровень риска в проекте пренебрежимо мал, это может означать, что проект не несёт в себе новизны или существенных преимуществ.
13. Больший уровень риска, как правило, сопряжён с надеждой на больший успех, но и с опасностью больших потерь.
14. Уровень риска оригинальной идеи, как правило, выше, чем для стандартных решений. Рациональными действиями (риск-менеджментом) этот уровень иногда можно уменьшить до приемлемого значения.
15. Уровень риска можно измерить.

## Применение концепции
На практике приходится делать выбор между разными концепциями управления риском. Поскольку меры по снижению риска могут стоить дорого, то концепция приемлемого риска может оказаться удобной для решения повседневных задач. Концепция минимизации риска подходит тогда, когда речь идёт о большом потенциальном ущербе. Это оптимальный принцип управления катастрофическими рисками, т.е. такими рисками, которые реализуются негативно, причём потери в результате негативного исхода многократно превосходят затраты на возможные  
мероприятия по предотвращению этих потерь. 